# Бьели-Камень
Бьели-Камень (словац. Biely Kameň, буквально «Белый камень»)  — руины средневекового замка, расположенного на лесистой возвышенности Малых Карпат над городом Свети-Юр Братиславского края в Словакии. Замок также известен как Свети-Юрский град (Замок Святого Георгия). Бьели-Камень служил замком феодальным владельцам Свети-Юра с XIII века до 1663 года, когда его окончательно покинули владельцы. Замок, вероятно, был основан во времена монгольского нашествия на венгерские и моравские земли в 1241–1242 годах или вскоре после него.
С 2002 года руины признаны национальным памятником культуры, подъём по лесной тропе к замку от города Свети-Юр является популярным туристическим аттракционом.

## История
Точная дата строительства замка графов из Свети-Юра неизвестна. Первое письменное упоминание о нём относится к 1271 году, когда во время вторжения в Венгрию король Пржемысл Отакар II разрушил замок графов из Свети-Юра. В конце 1280-х годов отряды габсбургского герцога Альбрехта I атаковали и заняли Белый Камень. В то время замок состоял из главной жилой башни, дворцовой части, хозяйственных построек и крепостной стены над сухим рвом. В 1295 году войска Альбрехта ещё раз взяли и разорили замок. Тем не менее, он оставался во владении графов из Свети-Юра до 1543 года, когда род прервался.
После смерти последнего графа право собственности на замок перешло к Фердинанду I, императору Священной Римской империи и королю Венгрии. Король сдал замок в аренду одному из своих военачальников Гаспару I из Середня. Для короля было важным передать замок в надёжные руки в ожидании возможного османского вторжения. В это время замок уже находился в серьёзном запустении, о чём свидетельствуют инспекции 1554 и 1560 годов. Во второй половине XVI века Гаспар перестроил замок в готическом стиле и добавил внешний оборонительный двор. В результате была создана хорошо укрепленная каменная крепость с несколькими башнями, большими складскими помещениями и обширным жилым зданием с готической часовней. Гаспар II, племянник Гаспара I, был последним владельцем Белого Камня, для кого замок также служил резиденцией.
В XVII веке замком владел дворянский род Пальфи. В 1663 году замок был полностью разрушен отрядом крымских татар, входивших в османскую армию. Тогда же был разорён и Свети-Юр, но город, в отличие от замка, был отстроен.